# Enbilulu
Enbilulu byl podle mezopotámské mytologie bohem řek a zavlažovacích kanálů. Podle Enúma Eliš (mýt o stvoření) mu byl bohem Enkim přidělen dozor nad svatými řekami Eufratem a Tigridem. Dále byl i bohem zavlažování a zemědělství. V sumerském příběhu "Enlil a Ninlil" je uváděn jako syn a manžel Enlila a Ninlil. V době babylonské byl uváděn i jako syn Ea a je spojován s Adadem.
Jak je uvedeno v Enúma Eliš, Enbilulu "znal tajemství vody" a "tajemství řed tekoucích pod povrchem zemským". Jiné verze ho nazývají "Pánem, který dává kvést všem věcem" a bohem který určuje zemi pro pastviny, který otevírá studny a jenž dovoluje vodě vytékat na povrch zemský.
Různé překlady Enúma Eliš připisují Ebiluluovi až tři různé aspekty božství. Zahrnují jména Epadun ("Pan, který kropí pole", který zná nejdetailnější symetrii zemskou), Enbilulugugal ("Pán hojnosti, bohatství a velkých úrod", síla vládnoucí všemu růstu a všem věcem rostoucím) a Hegal ("jenž obstarává hojné deště pro širou zemi a bohatou vegetaci pro potřebu lidí"; velmi často je nazýván pánem zemědělství, stejně jako "ten, který zná tajemství kovu").